# Cascade Bluff
Das Cascade Bluff ist ein niedriges und hauptsächlich vereistes Felsenkliff in der antarktischen Ross Dependency. Im Königin-Maud-Gebirge bildet es die Südwestwand des Mincey-Gletschers.
Teilnehmer der von der Texas Tech University unternommenen Expedition zum Shackleton-Gletscher (1962–1963) benannten es so, da bei warmen Wetter Schmelzwasser in Form einer Kaskade über das Kliff hinabstürzt.